# Godnathistorier fra ondskabens akse
Godnathistorier fra ondskabens akse er en dokumentarfilm instrueret af Vibeke Bryld efter manuskript af Dola Bonfils.

## Handling
I 2002 brugte George W. Bush for første gang begrebet ondskabens akse i en tale til at definere en række lande, der mentes at være hjemsted for terror. Landene var Irak, Iran og Nordkorea. Bush er væk, men sproget har sat sine spor. I filmen besøger seerne en familie fra hvert af de tre lande, i skumringstimen, når det er tid at fortælle godnathistorier. Gennem barnlige papbyer bevæger filmen ind ind i et rum mellem politisk agitation og eventyr, der åbner sig, når fortællingerne mellem børn og voksne udfolder sig. Det hele smelter sammen til én lang skumringsfortælling om kærlighed, retfærdighed, skønhed og i sidste instans godt og ondt. Det er en film om fortællinger, der skaber sammenhold, splid, frygt og tryghed.